# Materialtestreaktor
Materialtestreaktoren (MTR) gehören zur Gruppe der Forschungsreaktoren und sind für die Untersuchung von Kernbrennstoffen und von Strahlenschäden in Strukturmaterialien durch schnelle Neutronen vorgesehen. Sie besitzen einen sehr kompakten Reaktorkern, um eine möglichst große Neutronenflussdichte zu erzielen.

## Beispiele
Beispiele für Materialtestreaktoren in Deutschland sind:
- der Berliner Experimentier-Reaktor in Berlin (Hahn-Meitner-Institut Berlin, Leistung 10 MW thermisch, in Betrieb seit 1973)
- die Forschungs-Neutronenquelle Heinz Maier-Leibnitz in Garching (Technische Universität München, Garching, Leistung 20 MW th., in Betrieb seit 2004)
- der Forschungsreaktor Geesthacht in Geesthacht (GKSS-Forschungszentrum Geesthacht, Leistung 5 MW th., in Betrieb seit 1958)

Beispiele für Materialtestreaktoren in Österreich sind:
- der Adaptierter Schwimmbecken-Tank-Reaktor Austria in Seibersdorf, südlich von Wien (Forschungszentrum Seibersdorf, Leistung 9,5 MW, in Betrieb von 1960 bis 1999)